# 트리플스토어
트리플스토어(triplestore) 또는 RDF 스토어(RDF store)는 시맨틱 쿼리를 통해 트리플의 저장, 검색을 위해 특수 목적을 위해 만들어진 데이터베이스이다.
마치 관계형 데이터베이스처럼 트리플스토어에 정보를 저장하고 질의어를 통해 검색을 수행한다. 관계형 데이터베이스와는 달리 트리플스토어는
트리플의 저장과 검색에 최적화되어 있다. 쿼리뿐 아니라 트리플은 자원 기술 프레임워크(RDF)와 기타 포맷을 사용하여 가져오기/내보내기를 할 수 있는 것이 보통이다.

## 구현
일부 트리플스토어들은 완전히 처음부터 데이터베이스 엔진으로서 개발되고 있는 반면, 그 밖의 트리플스토어들은 기존의 상용 관계형 데이터베이스 엔진(예: SQL 기반)이나 NoSQL 문서 지향 데이터베이스 엔진 위에 개발되고 있다. OLAP 데이터베이스의 초기 개발처럼 이 중간적인 접근은 대형의 강력한 데이터베이스 엔진들이 트리플스토어 개발의 초기 단계에서 이루어지는 프로그래밍을 거의 거치지 않도록 설계를 허용하였다. 네이티브 트리플스토어들이 오랜 시간에 걸쳐 성능 상의 이점을 취할 수 있을 가능성이 있는 것으로 보인다. SQL을 통해 트리플스토어를 구현할 때의 어려운 점은 트리플이 저장될 수 있더라도 그래프 기반 RDF 모델의 효율적인 조회 방식을 SQL 쿼리에 구현하는 것(예: SPARQL로부터의 매핑)은 어렵다.

## 관련 데이터베이스 유형
트리플에 이름을 추가하면 "쿼드 스토어"(quad store) 또는 지명 그래프(named graph)가 된다. 그래프 데이터베이스는 노드, 엣지, 프로퍼티가 있는 그래프 구조를 사용하여 데이터를 표현하고 저장하므로 트리플스토어에 비해 더 일반화된 구조를 지닌다. 그래프 데이터베이스는 인덱스에서 자유로운 인접(adjacency)을 제공할 수 있으며 이는 모든 요소가 인접 요소들에 직접적인 포인터를 포함하고 있으면서 인덱스 검색이 불필요하다는 것을 뜻한다. 그래프를 저장할 수 있는 일반적인 그래프 데이터베이스들은 트리플스토어와 네트워크 데이터베이스 등의 특수한 그래프 데이터베이스와는 구별된다.

## 같이 보기
- 개체-관계 모델
- ISO/IEC 19788
- RDFLib
- 시맨틱 데이터 모델
- 시맨틱 위키, 시맨틱 미디어위키
- SPARQL – W3C 사양